# ميغيل أنخيل بازوالدو
ميغيل أنخيل بازوالدو (بالإسبانية: Miguel Ángel Basualdo)‏ هو لاعب كرة قدم أرجنتيني في مركز الوسط، ولد في 2 يوليو 1979 في الأرجنتين. لعب مع ديبورتيس إيكيكي.